# Hans van Hoek
Hans van Hoek (* 15. Februar 1947 in Deurne) ist ein niederländischer Maler.

## Leben und Werk
Van Hoek wuchs in Noord-Brabant auf. Er studierte 1962 bis 1969 an der Akademie voor Kunst en Vormgeving St. Joost in ’s-Hertogenbosch und schloss von 1969 bis 1971 ein Masterstudium an den Ateliers ‘63 in Haarlem an. Van Hoek lebte und arbeitete an verschiedenen Orten: London, Ontario (1971–1973), Montreal (1973–1977) in Kanada, Neerkant bei Deurne (1977–1982), Liessel bei Deurne (1982–1996), Barrydale in Südafrika (1996–2008). 2008 kehrte er zurück nach Deurne und arbeitete mehrere Monate im „Europees Keramisch werkcentrum“ in ’s-Hertogenbosch.
Van Hoek malt vorwiegend Stillleben, Porträts und Landschaften. Viele der Werke haben von ihm angefertigte Rahmen, die mit Reliefs versehen sind. Ornamente, Texte oder Blumenmotive sind häufig auf den Rahmen angebracht.

## Gruppenausstellungen (Auswahl)
- 1980: Art in the Seventies Biennale di Venezia
- 1982: documenta 7, Kassel
- 1984: De Nederlandse identiteit in de kunst na 1945 Van Gogh Museum, Amsterdam
- 1986: Biennale of Sydney, Art Gallery of New South Wales, Sydney
- 1989: Landschaftsbilder Kunstverein in Hamburg, Hamburg
- 2000: De Voorstelling: Nederlandse Kunst in het Stedelijk Paleis Stedelijk Museum, Amsterdam
- 2008: Galerie Michaël Haas, Art Fair Köln, Köln
- 2008: Galerie Willy Schoots, Art Cologne, Köln
- 2009: Warum ich kein Conservatiever bin Museum der bildenden Künste, Leipzig

## Auszeichnungen
- 2001: Singerpreis 2000